# Chengalpattu
Chengalpattu (Tamil: செங்கல்பட்டு Ceṅkalpaṭṭu [ˈtʃeŋɡəlpaʈːɯ]; früher anglisierend Chingleput, Chinglepet oder Chingelpet) ist eine Stadt im südindischen Bundesstaat Tamil Nadu. Die Einwohnerzahl beträgt rund 63.000 (Volkszählung 2011). Chengalpattu ist Verwaltungssitz des Distrikts Chengalpattu.

## Geografie

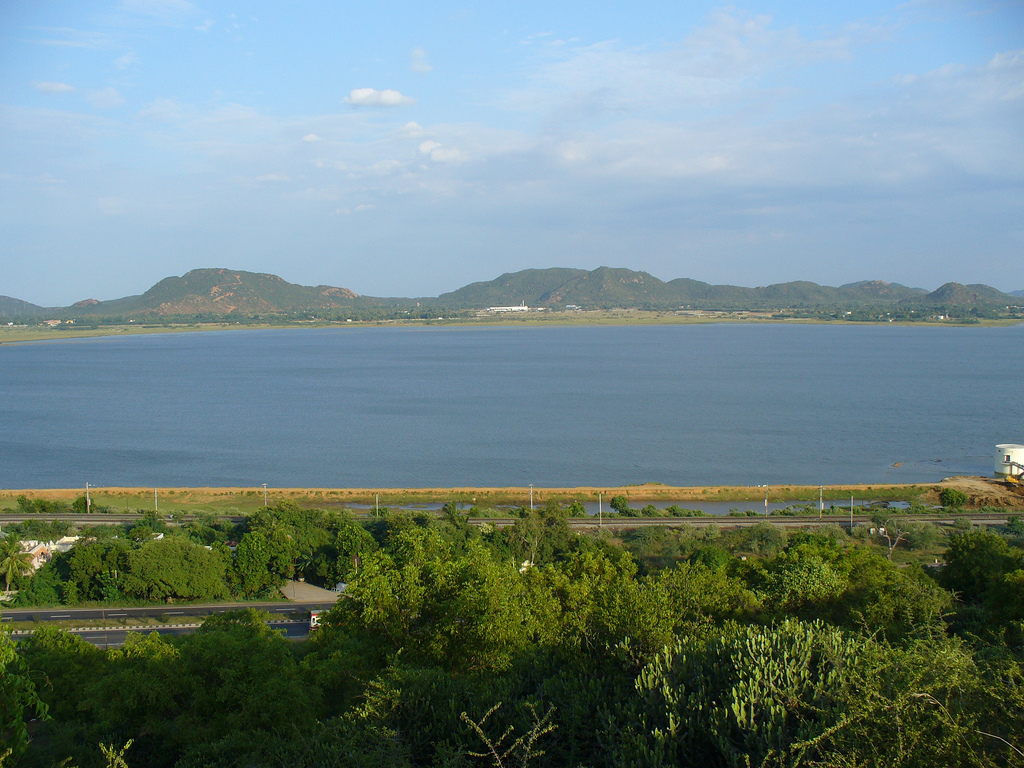
Der Kolavai-See bei Chengalpattu

Chengalpattu liegt am Ufer des Kolavai-Sees rund 60 Kilometer südwestlich von Chennai, der Hauptstadt Tamil Nadus, 40 Kilometer südöstlich von Kanchipuram und 28 Kilometer westlich von Mamallapuram. Westlich von Chengalpattu verläuft der periodisch wasserführende Fluss Palar. Die Stadt verfügt über eine medizinische und andere Lehranstalten, die der University of Madras angehören.

## Bevölkerung
Nach der Volkszählung 2011 hat Chengalpattu 62.579 Einwohner. 85 Prozent der Einwohner sind Hindus, 7 Prozent Christen und 6 Prozent Muslime. Die Hauptsprache ist, wie in ganz Tamil Nadu, das Tamil, das von 90 Prozent der Bevölkerung als Muttersprache gesprochen wird. 5 Prozent sprechen Telugu, 2 Prozent Urdu, 1 Prozent Hindi und weitere 3 Prozent sonstige Sprachen.

## Verkehrsanbindung

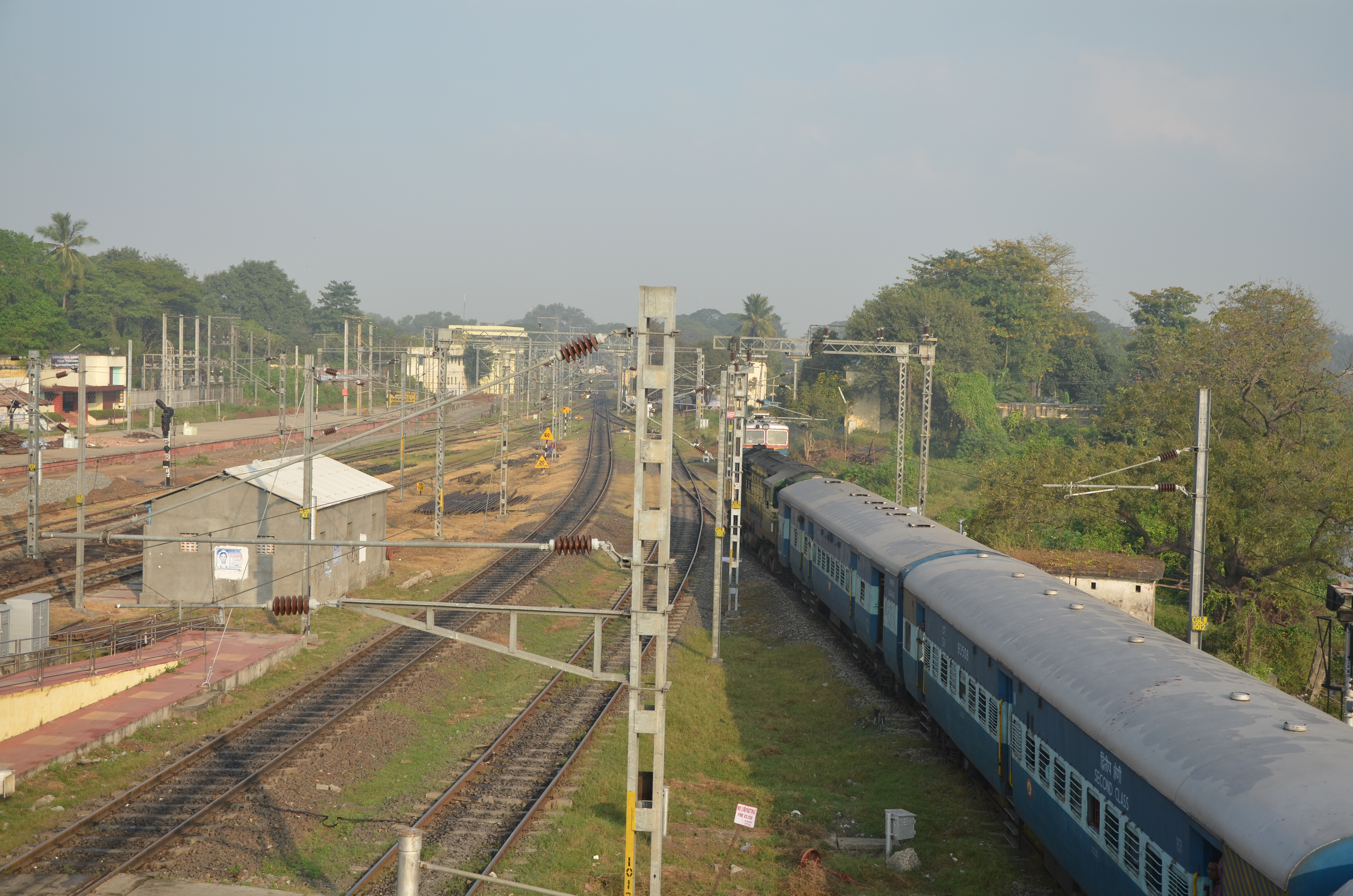
Am Bahnhof Chengalpattu

Chengalpattu ist ein wichtiger Verkehrsknotenpunkt. Der von Chennai nach Süden führende National Highway 45 (Grand Southern Trunk Road) führt durch Chengalpattu. Der Bahnhof Chengalpattu (Chengalpattu Junction) liegt ebenfalls an der von Chennai nach Süden führenden Haupteisenbahnstrecke. Außerdem zweigt hier eine Strecke über Kanchipuram nach Arakkonam ab.

## Sehenswürdigkeiten
Chengalpattu ist wegen des Forts Chengalpattu, im 17. und 18. Jahrhundert eine der wichtigsten Festungen Tamil Nadus, von historischem Interesse. Die Festung wurde von den Qutb-Shahi-Sultanen von Golkonda gegründet und wurde später von den Nawabs von Arcot, den Franzosen und den Briten gehalten. Im Zweiten Karnatischen Krieg rang Robert Clive das Fort 1752 den Franzosen ab. Einige Jahre später verloren die Briten die Festung in den Mysore-Kriegen zwischenzeitlich an Hyder Ali. Heute führt die Eisenbahnstrecke durch das Gelände des Forts Chengalpattu. Bis auf das aus dem 18. Jahrhundert stammende Raja Mahal ist von der Festung kaum etwas erhalten geblieben.